# 비카르 환초

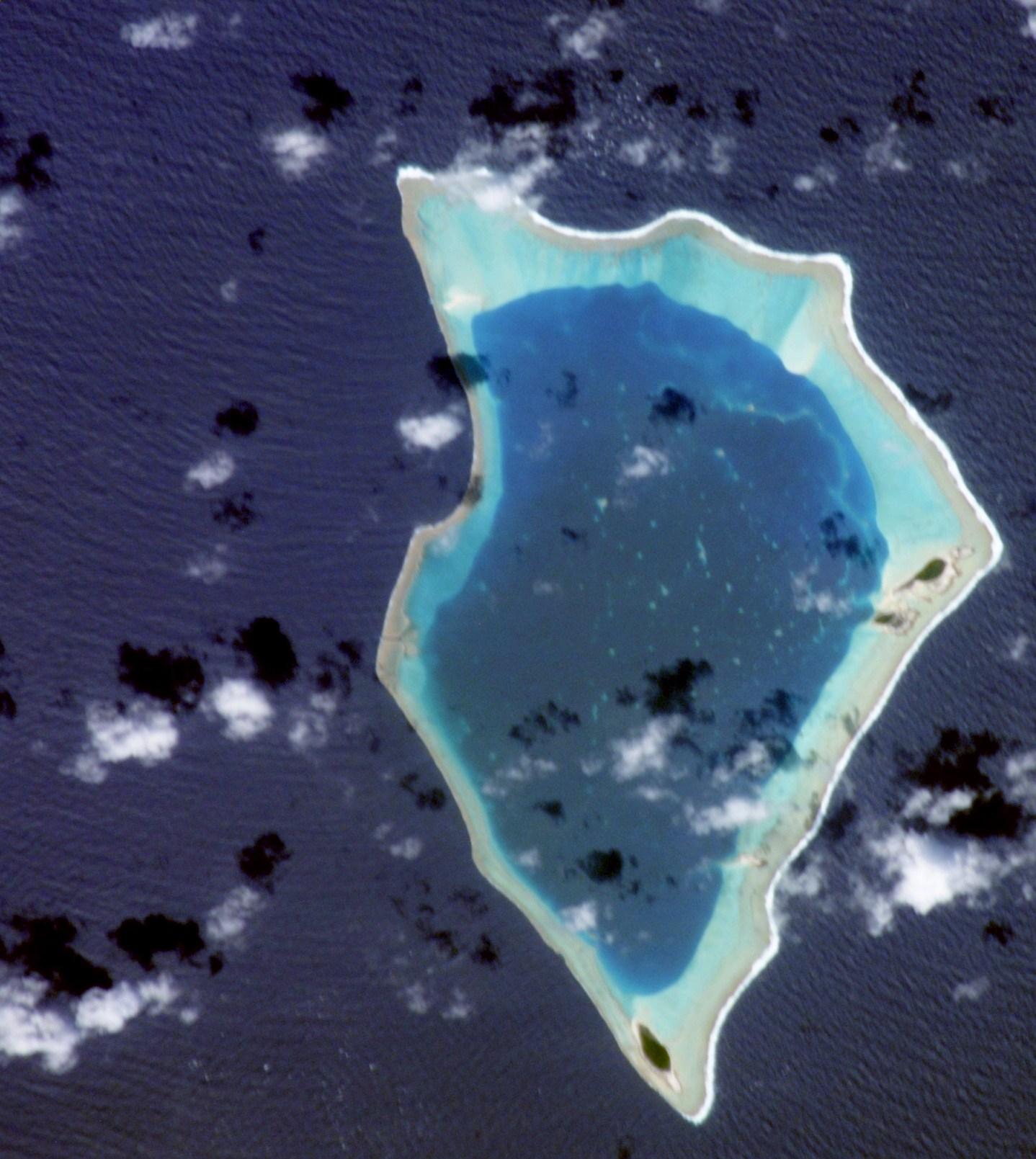
비카르 환초 위성사진 (2002년)

비카르 환초(Bikar Atoll)는 태평양에 위치한 마셜 제도의 환초로, 라타크 열도에 속하며 6개 섬으로 구성된 환초이다. 마주로 환초에서 북쪽으로 579km, 보카크 환초에서 남동쪽으로 320km, 우티리크 환초에서 북쪽으로 115km 정도 떨어진 곳에 위치하며 육지 면적은 0.5km2, 석호 면적은 37.4km2이다.